# Willibald Jentschke

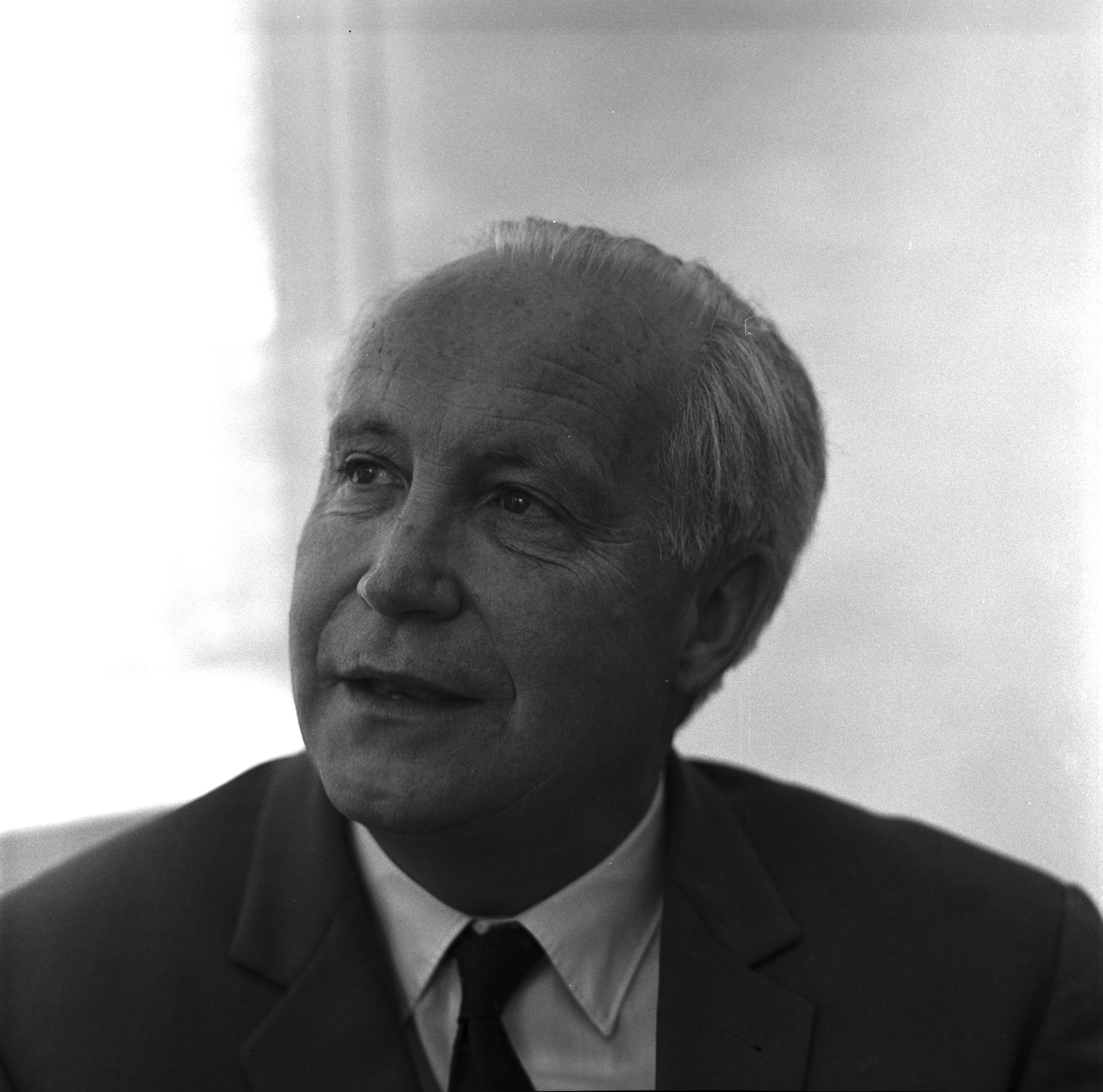
Willibald Jentschke (etwa 1970)

Willibald „Willi“ Karl Jentschke (* 6. Dezember 1911 in Wien; † 11. März 2002 in Göttingen) war ein österreichischer experimenteller Kern- und Teilchen-Physiker.

## Leben
Willibald Jentschke, Sohn von Willibald Jentschke und dessen Ehefrau, eine geborene Urbanitsch, studierte von 1930 bis 1936 Physik an der Universität Wien. 1935 wurde er bei
Georg Stetter zum Doktor der Philosophie promoviert. Zusammen mit Friedrich Prankl veröffentlichte er weitergehende Untersuchungen zur von Otto Hahn entdeckten Spaltung des Urans. Während des Zweiten Weltkriegs war er am deutschen Uranprojekt beteiligt. Am 7. Januar 1944 beantragte er die Aufnahme in die NSDAP und wurde rückwirkend zum 1. Januar 1941 aufgenommen (Mitgliedsnummer 9.092.911). Nach dem Krieg emigrierte er in die USA, wo er 1948 forschte und ab 1950 als Professor an der University of Illinois lehrte. 1956 erhielt Willibald Jentschke einen Ruf an die Universität Hamburg, dessen Annahme er mit der Forderung nach Forschungsmöglichkeiten an einem modernen Teilchenbeschleuniger verknüpfte, was dort zur Einrichtung des Deutschen Elektronen-Synchrotrons (DESY) führte. Von der Gründung des DESY 1958 bis Ende 1970 war Jentschke Vorsitzender des DESY-Direktoriums und parallel dazu mehrere Jahre Direktor des II. Instituts für Experimentalphysik der Universität Hamburg. Von 1971 bis 1975 war er Generaldirektor am CERN in Genf. Nach seiner Zeit als CERN-Direktor nahm er 1976 seine Tätigkeit an der Universität Hamburg wieder auf, unterbrochen von einem einjährigen Studienaufenthalt (Sabbatical) am Stanford Linear Accelerator Center (SLAC). 1980 wurde er von der Universität Hamburg emeritiert, blieb jedoch seinen wissenschaftlichen Wirkungsstätten DESY und CERN eng verbunden. Jentschke hatte 1953 Ingeborg Fielitz geheiratet, wohnte in Pinneberg und starb nach langjähriger Krankheit im Alter von 90 Jahren.

## Auszeichnungen
- ab 1963 ordentliches Mitglied der Akademie der Wissenschaften und der Literatur, Mainz
- außerordentliches Mitglied der Österreichischen Akademie der Wissenschaften, Wien
- Dr. h. c., University of Illinois
- Dr. h. c., RWTH Aachen, 1990
- John T. Tate Award des American Institute of Physics, 1996
- Wilhelm-Exner-Medaille, 1971
- Österreichisches Ehrenzeichen für Wissenschaft und Kunst, 1983

## Veröffentlichungen (Auswahl)
- mit Friedrich Prankl und F. Hernegger: Die Spaltung des Ioniums under Neutronenebestrahlung, Die Naturwissenschaften Volume 28, Issue 20, 315–316 (1940)
- mit Friedrich Prankl: Energien und Massen der Urankernbruchstücke bei Bestrahlung mit vorwiegend thermischen Neutronen, Zeitschrift für Physik. Volume 119, Numbers 11–12, 696–712 (1942). Received 27 June 1942. Jentschke was identified as being at the II. Physikalisches Institut der Universität Wien, Wien and Prankl was identified as being at the Institut für Radiumforschung, Österreich.
- Energien und Massen der Urankernbruchstücke bei Bestrahlung mit Neutronen, Zeitschrift für Physik. Volume 120, Numbers 3–4, 165–184 (1943). Received 18 September 1942. Jentschke was identified as being at the II. Physikalisches Institut d. Universität, Wien.